# Pierre Joseph Habert
Pour les articles homonymes, voir Habert.
Pierre Joseph Habert, né le 22 décembre 1773 à Avallon dans l'Yonne et mort le 19 mai 1825 à Montréal, dans le même département, est un général français de la Révolution et de l’Empire. Après avoir servi dans l'armée de 1792 à 1797, il sert en Irlande et en Égypte et obtient tous les grades jusqu'à celui de colonel en 1802. Sous l'Empire, il commande un régiment d'infanterie pendant la campagne de 1805 contre l'Autriche. Lors des opérations en Prusse et en Pologne de 1806 à 1807, il se distingue à Iéna, Golymin, Eylau et Heilsberg où il est blessé à deux reprises. 
Promu au grade de général de brigade, Habert est envoyé en Espagne où il se forge une réputation sur les champs de bataille. Après avoir guerroyé dans la péninsule avec des fortunes diverses de 1808 à 1809, il passe sous les ordres du général et futur maréchal Suchet nommé au commandement des troupes stationnées en Aragon. Une série de victoires quasi-ininterrompues s'ensuit alors : bien qu'il ne soit que brigadier, Habert se voit confier le commandement de la 3e division du corps de Suchet qu'il mène au combat à Lérida, Tortose et Tarragone. Élevé au grade supérieur, le général conduit sa division au siège de Valence ainsi qu'aux batailles de Sagonte, Castalla et Ordal. Il est surnommé l'« Ajax de l'armée de Catalogne » pour sa défense prolongée de Barcelone en 1814. Habert est rappelé pendant les Cent-Jours pour commander une division au cours des batailles de Ligny et de Wavre mais il n'est pas présent à Waterloo. Son nom est inscrit sous l'arc de triomphe de l'Étoile à Paris.

## Biographie

### La Révolution et le Consulat
Fils de Henry Habert, marchand libraire à Avallon, Pierre Joseph Habert entre au service comme volontaire le 1er septembre 1792 et est nommé capitaine au 4e bataillon de l'Yonne. Il devient lieutenant-colonel en second le 3 du même mois, puis chef de bataillon à la 107e demi-brigade de bataille le 22 septembre 1794. Le jeune officier passe ensuite dans le 3e régiment de la brigade étrangère le 2 novembre 1796. 
Après avoir fait toutes les campagnes de la Révolution française et subi quelques mois de captivité en Grande-Bretagne à la suite de la deuxième expédition d'Irlande en 1796, il passe en Égypte pour porter des dépêches au général en chef. Il se rend d'abord à Alger pour remplir une mission auprès du consul de France et arrive à Alexandrie après une traversée de quinze jours malgré la surveillance de la marine britannique. Nommé aide de camp du général Jacques François Menou le 23 octobre 1800, Habert se distingue à la bataille d'Héliopolis et est nommé chef de brigade à titre provisoire par le général Menou le 21 mars 1801. Il revient en France après la capitulation d'Alexandrie et est confirmé dans son grade de chef de brigade par arrêté des consuls le 3 avril 1802. Fait commandant du 105e régiment d'infanterie de ligne à Perpignan le 29 mai de la même année, il est fait chevalier de la Légion d’honneur le 22 décembre 1803 puis officier de l'ordre le 14 juin 1804. Il occupe entretemps les fonctions de chef de brigade au camp de Bayonne, de Saintes et de Brest entre 1803 et 1805.

### Les premières campagnes de l'Empire, 1805-1807

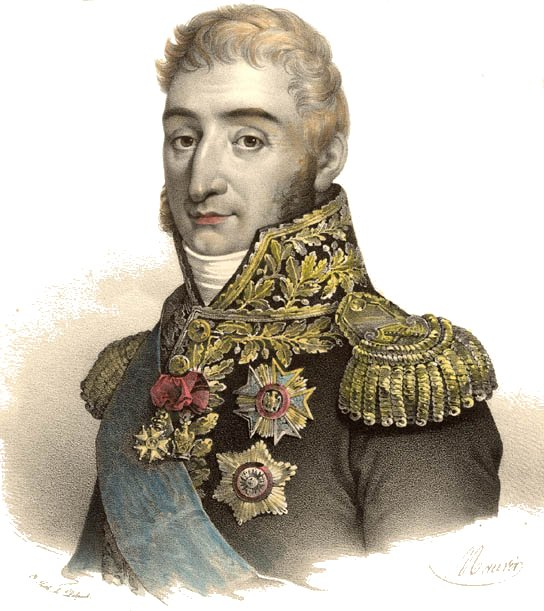
Le maréchal Pierre Augereau, commandant en chef le VIIe corps d'armée.

En août 1805, alors que vient de se former la Troisième Coalition, le 105e de ligne commandé par Habert rejoint la division du général Desjardin appartenant au VIIe corps du maréchal Augereau. Après avoir parcouru des centaines de kilomètres depuis Brest, les hommes d'Augereau ne participent pas au gros des opérations mais parviennent cependant à acculer la division autrichienne de Jelačić près du lac de Constance. Le 13 novembre, Jelačić doit se rendre avec ses 4 000 hommes à la division Desjardin en présence d'Augereau à Dornbirn, dans le Vorarlberg. Les Autrichiens sont autorisés à regagner la Bohême à condition de ne plus reprendre les armes contre la France pendant un an.
Au commencement de la campagne de Prusse en 1806, Habert et son 105e de ligne servent à la brigade Lefranc au sein de la division du VIIe corps commandée par Desjardin. Au cours de la bataille d'Iéna le 14 octobre 1806, la division Desjardin s'empare du village d'Isserstadt, perçant le centre-droit de la ligne prussienne et sauvant l'avant-garde du maréchal Ney d'une situation précaire. Le 24 décembre, Augereau réussit à franchir la Wkra en Pologne à l'issue de la bataille de Czarnowo. Le maréchal envoie d'abord la 2e division du général Heudelet à Sochocin pour tenter une traversée tandis que Desjardin fait de même à Kołoząb. Se heurtant à la division russe Barclay de Tolly, l'attaque d'Heudelet est repoussée mais celle de Desjardin rencontre plus de succès. Pilonnant les Russes avec ses canons, ce dernier lance quelques compagnies d'élite à l'assaut du pont partiellement détruit tandis que sa deuxième brigade sous le commandement du général Lapisse tombe sur le flanc des défenseurs. Cet assaut combiné livre le champ de bataille et six pièces d'artillerie aux Français.

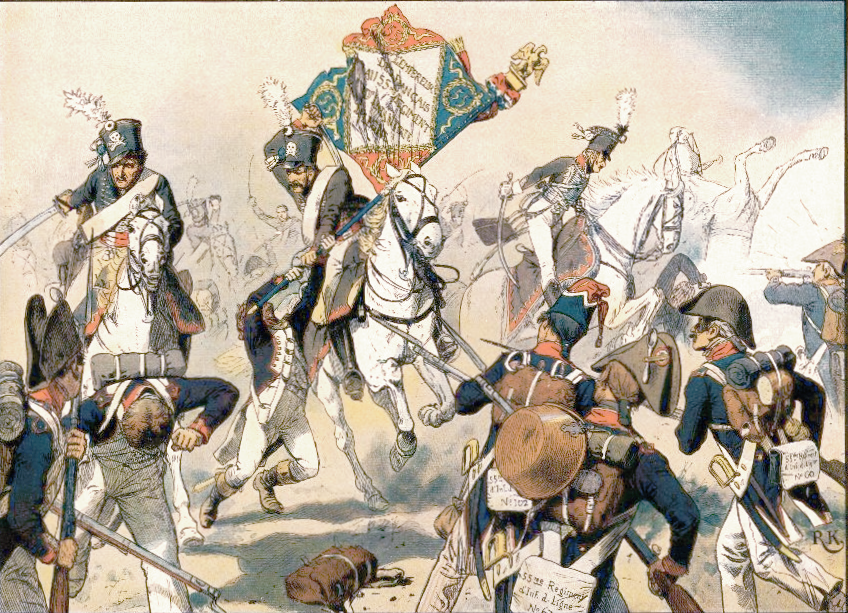
Épisode de la bataille d'Heilsberg, le 10 juin 1807, par Richard Knötel. Habert est blessé à deux reprises au cours de cet engagement.

Habert dirige le 105e face aux Russes lors de la bataille de Golymin le 26 décembre 1806. La division Desjardin arrive sur le terrain la première et accable un régiment d'infanterie ennemi, mais ce dernier reçoit des renforts et les Russes finissent par repousser à leur tour les soldats de Desjardin. Après s'être ralliés, les Français retournent au combat et cette fois la 2e brigade n'est stoppée qu'à 50 pas des canons russes par des décharges de mitraille. La brigade recule alors sur environ 200 m et se forme en carrés en avant du village de Kaleczin. Les troupes russes font quant à elles retraite durant la nuit. 
Le 8 février 1807, le 105e de ligne se trouve sur le champ de bataille d'Eylau. À 2 h de l'après-midi, Napoléon ordonne au maréchal Augereau, souffrant, d'attaquer le flanc gauche des Russes avec son VIIe corps. Alors que le mouvement est en cours d'exécution, un épais brouillard s'abat subitement sur le champ de bataille et le corps d'Augereau, aveuglé par la neige, vire trop à gauche et se heurte au centre du dispositif russe. Mitraillé par une batterie de 70 pièces et submergé par une contre-attaque de l'infanterie et de la cavalerie russes, le VIIe corps essuie des pertes considérables. Le général Desjardin, commandant la division à laquelle appartient le 105e, est tué. À l'issue de la bataille, le VIIe corps trop affaibli pour être reconstitué, est dissous et ses éléments répartis dans les autres unités françaises. Habert est ensuite transféré à la division Legrand du 4e corps de Soult. Il est blessé de deux coups de feu, l’un à la tête et l’autre à l’épaule, à la bataille d'Heilsberg le 10 juin, et le 11 juillet de la même année, il est fait commandeur de la Légion d'honneur.

### Premiers combats en Espagne, 1808-1809

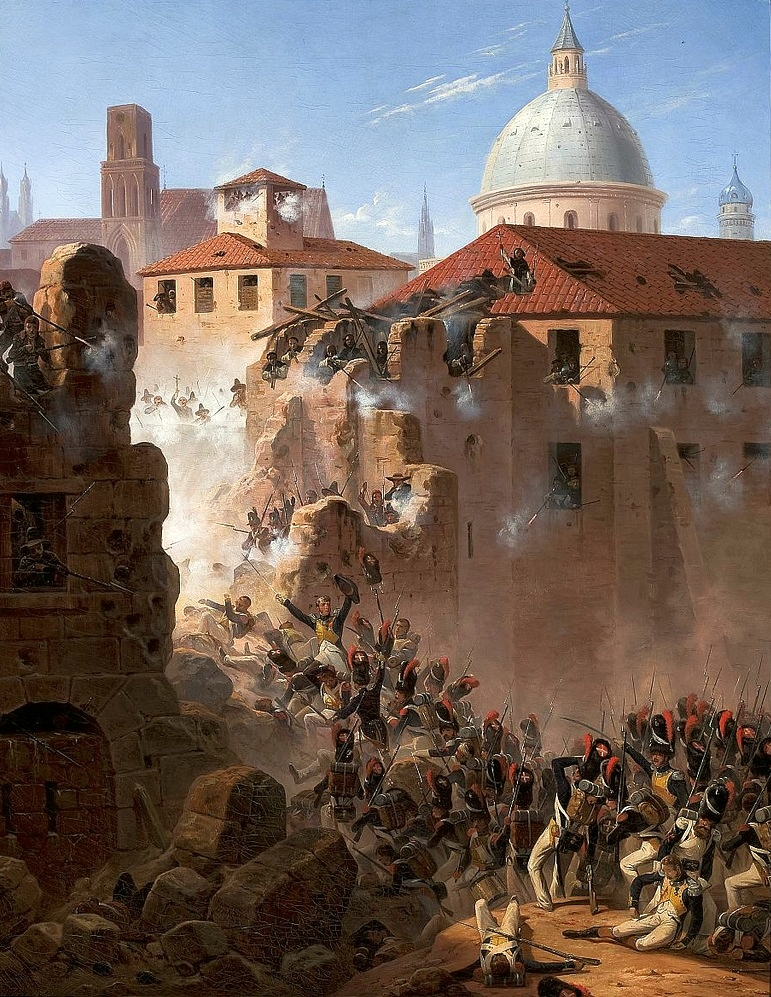
Assaut contre Saragosse, par Janvier Suchodolski.

Habert est nommé général de brigade le 18 février 1808 et est envoyé en Espagne. Du 15 juin au 14 août, les Français entreprennent le premier siège de Saragosse qui se solde par un échec. Au début des opérations, Habert dirige une brigade indépendante forte de 3 104 hommes composée des 1er et 2e bataillons polonais de la légion de la Vistule (1 243 hommes), du 1er régiment supplémentaire de la légion de réserve (1 030 hommes), du 4e bataillon du 15e régiment d'infanterie de ligne (411 hommes) et du 3e bataillon du 47e régiment d'infanterie de ligne (420 hommes). Au 1er décembre 1808, Habert est à la tête de la 1re brigade de la division du général Grandjean appartenant au IIIe corps. Il a sous ses ordres quatre bataillons du 14e de ligne et un bataillon du 5e de ligne. 
Du 19 décembre 1808 au 20 février 1809, le IIIe corps du maréchal Moncey prend part au second siège de Saragosse. Le 21 décembre, la brigade Habert s'empare des faubourgs sud-est de Saragosse et se rend maître du Monte Torrero. Un soldat servant sous les ordres d'Habert pendant le siège décrit le général comme un « personnage à chevelure luxuriante et à gros favoris d'un noir de jais, taillé en athlète, mais n'ayant guère d'autre mérite qu'une audace extraordinaire ». Une fois la ville prise, le IIIe corps, passé sous le commandement du général Junot, prend aisément le contrôle de la vallée de l'Èbre mais doit faire face à l'activité renouvelée des troupes régulières espagnoles et de la guérilla. La menace d'une guerre avec l'Autriche devenant de plus en plus sérieuse, Napoléon effectue de larges ponctions dans les rangs des armées françaises servant en Espagne, ne laissant à Junot que 15 000 hommes pour occuper l'Aragon.  
Au mois de mai, Habert reçoit une rude introduction aux tactiques de la guérilla lorsque la milice espagnole du colonel Perena chasse la garnison française de Monzón. Désireux de reconquérir la ville, Habert envoie un contingent d'environ 1 000 hommes formé à partir de ses compagnies d'élite et quelques cuirassiers traverser la rivière Cinca en aval de Monzón. Cependant, la Cinca entre en crue sans crier gare, piégeant le détachement sur la rive opposée. Avec le reste de ses forces, Habert tente de franchir le cours d'eau directement à Monzón mais les soldats de Perena repoussent tous ses assauts dans la journée du 16 mai. Les cuirassiers se jettent à l'eau avec leurs montures et parviennent à s'échapper mais les fantassins restés sur l'autre rive tombent à court de munitions et doivent capituler le 19 mai sous le regard impuissant du général. À l'époque de cette affaire, Habert commande la 1re division du corps de Junot qui aligne 9 000 hommes et 12 canons ainsi que deux escadrons attachés du 13e régiment de cuirassiers. La troupe de Perena, estimée à 10 000 miquelets, capture quant à elle trois compagnies de voltigeurs du 14e de ligne, les compagnies de grenadiers et de voltigeurs du 116e de ligne et peut-être encore d'autres unités.  

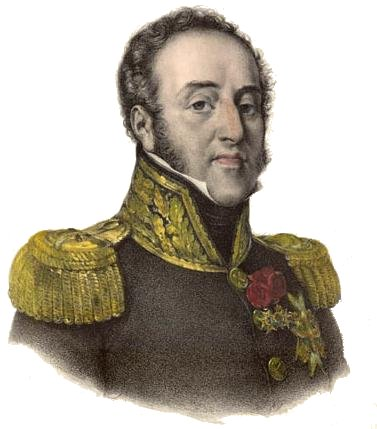
Le général Louis-Gabriel Suchet, commandant en chef le IIIe corps de l'armée d'Espagne.

Le jour où Habert assiste à la capture de ses compagnies d'élite, le général Louis-Gabriel Suchet arrive en Aragon pour remplacer Junot au commandement du IIIe corps. La bataille d'Alcañiz, qui se déroule le 23 mai 1809 et constitue le premier combat de Suchet en tant que commandant d'une force indépendante, se termine sur une défaite française face aux Espagnols du général Blake. Avant le début de l'action, Suchet a ordonné à Habert de le rejoindre, mais ce dernier n'apparaît pas sur l'ordre de bataille du 23 mai et c'est le général Laval qui assure le commandement de la 1re division au cours de l'engagement. 
Blake profite de sa victoire pour menacer Saragosse mais Suchet, ralliant ses troupes, l'affronte une nouvelle fois à la bataille de María le 15 juin. Laval ayant été détaché avec une partie de ses troupes par le général en chef afin de couvrir Saragosse, Habert est désigné pour diriger le reste de la 1re division. Comptant sur l'arrivée prochaine de 3 000 soldats en renfort, Suchet se maintient sur la défensive tout au long de la journée. À 16 h, alors que les renforts tant attendus débouchent enfin sur le champ de bataille, le commandant français lance l'infanterie d'Habert et la cavalerie du général Wathier sur le flanc droit de Blake. Percutée par cette double attaque, la ligne espagnole s'écroule. L'armée de Blake laisse 1 000 tués et entre 3 000 à 4 000 blessés sur le terrain contre seulement 700 à 800 hommes pour les Français. Deux jours plus tard, le général espagnol décide de disputer une nouvelle bataille près du village de Belchite. Suchet envoie la division Musnier à l'assaut de l'aile gauche espagnole tandis qu'Habert est chargé d'opérer de même sur la droite. Alors que les troupes d'Habert viennent d'engager les hostilités, l'artillerie française réussit par chance à faire exploser un caisson d'artillerie espagnol juste derrière leur flanc droit et l'armée de Blake, prise de panique au bruit des détonations, évacue le champ de bataille en désordre. Les Français perdent environ 200 hommes contre des pertes dix fois supérieures pour leurs adversaires, qui abandonnent également sur place 20 caissons de munitions.

### Le temps des victoires, 1809-1812
Après avoir pacifié la vallée de l'Èbre, Suchet détache Musnier dans le nord pour combattre la guérilla que Laval est également chargé de réduire dans la partie sud de l'Aragon. Pour le restant de l'année 1809, le quotidien du IIIe corps est marqué par des opérations de lutte anti-guérilla. Un ordre de bataille de janvier 1810 révèle qu'Habert commande la 3e division du corps de Suchet bien qu'il ne soit toujours que général de brigade. Il a alors sous ses ordres 4 329 hommes répartis en sept bataillons. À cette période, le roi d'Espagne Joseph Bonaparte insiste pour que Suchet mène une expédition contre Valence. Se conformant aux ordres du souverain, le commandant du IIIe corps se présente sous les murs de la ville le 6 mars mais doit se retirer après seulement quatre jours de blocus. Suchet décide alors de marcher sur Lérida et ses troupes arrivent devant la cité le 15 avril. Une colonne de secours espagnole est écrasée le 23 dans la plaine de Margalef. Les Français peuvent dès lors mener à bien leurs préparatifs et les opérations contre Lérida débutent officiellement le 29 avril. Lors de ce siège, la division Habert se compose du 5e léger et du 116e de ligne à deux bataillons chacun, de trois bataillons du 117e de ligne et de deux batteries d'artillerie à pied. Le gouverneur de la place García Conde capitule le 13 mai 1810 avec 7 000 soldats.  
Suchet exploite ce premier succès en mettant le siège devant Mequinenza. La ville et sa forteresse sont investies sur un coup de bluff par les troupes françaises le 15 mai. Après avoir creusé une nouvelle route en direction des hauteurs, l'armée impériale installe ses canons à portée de la place et commence le bombardement du château. Le commandant espagnol capitule avec un millier d'hommes le 5 juin. La 3e division d'Habert a participé aux opérations. Suchet se fixe ensuite comme nouvel objectif la prise de la ville de Tortose, située à un emplacement stratégique contrôlant le passage sur l'Èbre inférieur entre Barcelone et Valence. Le IIIe corps parvient à isoler la cité mais, face à l'activité de la guérilla et des troupes régulières espagnoles tant en Aragon qu'en Catalogne, il n'est pas en mesure d'entamer un siège en règle avant plusieurs mois. Suchet parvient finalement à rassembler son artillerie lourde tandis que le VIIe corps du maréchal Macdonald arrive le 10 décembre pour couvrir l'opération.  

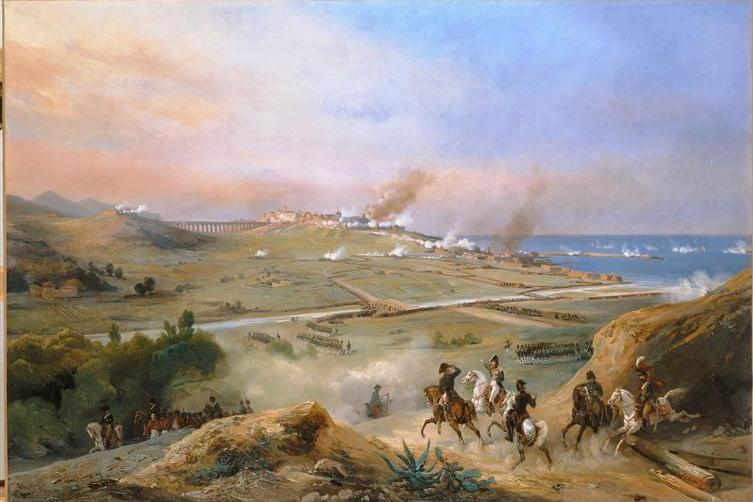
Le siège de Tarragone en 1811, par Jean-Charles-Joseph Rémond.

Le siège de Tortose débute le 16 décembre 1810. Suchet mène les opérations avec vigueur et, le 2 janvier 1811, obtient la reddition du général Conde de Alacha Lilli et de sa garnison (bien que certains soldats espagnols aient réussi à s'échapper). La division Habert est laissée sur place pour assurer la défense de la ville pendant que Suchet s'attache à consolider ses acquis. Sur les 7 179 défenseurs espagnols, 1 400 ont été tués ou blessés et 3 974 faits prisonniers. Les pertes françaises se montent à environ 400 hommes. La division Habert a exactement la même composition que lors du siège de Lérida à l'exception du 116e de ligne, transféré à la division Harispe et remplacé par trois bataillons du 16e régiment d'infanterie. Le général s'empare peu après du fort de Balaguer et des onze canons qui s'y trouvent, action pour laquelle Suchet demande son élévation au grade de divisionnaire.
S'étant vu promettre le bâton de maréchal en échange de la prise de Tarragone, Suchet arrive en vue de cette dernière ville le 3 mai 1811. L'organisation de la division Habert n'a pas changée depuis Lérida. Le siège de Tarragone commence le 5 mai et dure jusqu'au 29 juin. Les Français réussissent à prendre le fort de l'Olivo le 29 mai et repoussent le lendemain une contre-attaque espagnole dirigée sur ce point. En dépit d'une résistance acharnée, les assiégeants se rendent maîtres un à un des forts protecteurs entourant la ville. Le 21 juin, les forces de Suchet pénètrent dans la ville basse et s'en emparent, puis trois colonnes de soldats français lancent un assaut contre la ville haute le 28 juin. Galvanisant ses hommes, Habert mène une charge furieuse contre les défenseurs, brisant toute résistance et capturant le commandant espagnol Juan Senen de Contreras. Les fantassins français deviennent incontrôlables et massacrent de nombreux soldats espagnols sans défense. Les témoignages anglais et espagnols affirment en outre que plus de 4 000 civils ont été victimes de ce carnage. Ces assertions sont contestées par les Français qui, tout en reconnaissant que leurs troupes ont perdu à ce moment-là tout sens de la discipline, nient le fait qu'elles aient tué des personnes autres que des individus en armes. Conformément à sa promesse, Napoléon élève Suchet à la dignité de maréchal d'Empire. Ce siège a coûté à l'armée française 4 300 morts ou blessés mais ces pertes sont largement inférieures à celles essuyées par les Espagnols : 14 000 à 15 000 hommes, dont 8 000 prisonniers. 

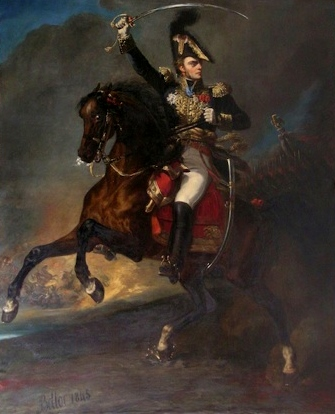
Le général Habert au combat, par Jean-Hilaire Belloc.

Habert est nommé général de division le 25 juin 1811 et fait baron de l'Empire le 18 juillet. Un rapport daté du 15 juillet 1811 en provenance du corps de Suchet — qui a pris le nom d'« armée d'Aragon » — indique que la division Habert se compose à cette période de 4 433 hommes en onze bataillons. Réorganisée en prévision de l'expédition contre Valence au mois de septembre, la 3e division est formée des brigades Montmarie (2 119 hommes) et Bronikowski (1 340 hommes). Le 23 septembre, Suchet se présente sous les murs de l'imposante forteresse de Sagonte et lance de façon prématurée deux assauts qui sont repoussés par la garnison. Dans le même temps, Blake arrive à proximité de la ville à la tête d'une colonne de secours. Le 25 octobre, le général espagnol livre aux Français la bataille de Sagonte. Le maréchal Suchet déploie la division Habert sur le flanc gauche, accoudée à la mer. Les troupes françaises, bien que deux fois inférieures en nombre à celles de leurs adversaires, mettent rapidement en déroute l'aile gauche de Blake mais les unités placées au centre et à droite du dispositif espagnol continuent de se battre avec vaillance. Habert est de son côté contraint de refuser sa gauche pour éviter d'être bombardé depuis la mer par les canonnières ennemies. Après un résistance féroce, le centre espagnol craque et fuit le champ de bataille. Habert pousse sa division en avant pour barrer la route aux fuyards à hauteur du village de Puzol, mais le régiment espagnol des gardes wallonnes, au prix de lourdes pertes, tient les fantassins français à distance et permet au reste de l'armée de faire retraite. L'armée d'Aragon inflige à ses adversaires une perte d'environ 6 000 hommes hors de combat contre seulement 1 000 tués ou blessés dans ses rangs. À la vue de cette cinglante défaite de l'armée de secours, les 2 500 défenseurs du château de Sagonte hissent le drapeau blanc.   
Fort de cette victoire, Suchet peut désormais reporter son attention sur Valence. Son armée aligne alors cinq divisions d'infanterie aux ordres des généraux Musnier, Harispe, Habert, Palombini et Compère ainsi qu'une division de cavalerie commandée par le général Boussart. À cet ensemble s'ajoutent deux divisions d'infanterie dirigées par les généraux Reille et Severoli. Au total, le maréchal a 33 000 hommes sous ses ordres. Dans le courant du mois de décembre, la division Habert est renforcée de la brigade napolitaine forte d'un régiment d'infanterie et d'un petit contingent de cavalerie. Pour attaquer Valence, Suchet planifie un double enveloppement, prévoyant avec le gros de ses forces regroupées à l'intérieur des terres de contourner l'aile gauche de Blake tandis que le général Habert est chargé de briser le flanc droit espagnol entre Valence et la mer. Pendant que quelques contingents réduits continuent d'occuper les Espagnols de front, la manœuvre en tenaille imaginée par Suchet se referme sur la ville le 25 décembre 1811. Habert accomplit sa mission avec succès en bousculant les troupes espagnoles d'Obispo sur la droite alors que Suchet submerge l'aile gauche du dispositif ennemi. Les unités placées sur les flancs espagnols parviennent à s'enfuir mais la majeure partie de l'armée de Blake est obligée de se réfugier dans la ville où elle capitule le 8 janvier 1812. Les Français comptent 2 000 victimes mais leurs adversaires déplorent la perte de 4 011 tués ou morts de maladie ainsi que 16 270 prisonniers et 374 canons pris. Seuls 7 071 soldats espagnols ont échappé au désastre.

### Dernières campagnes

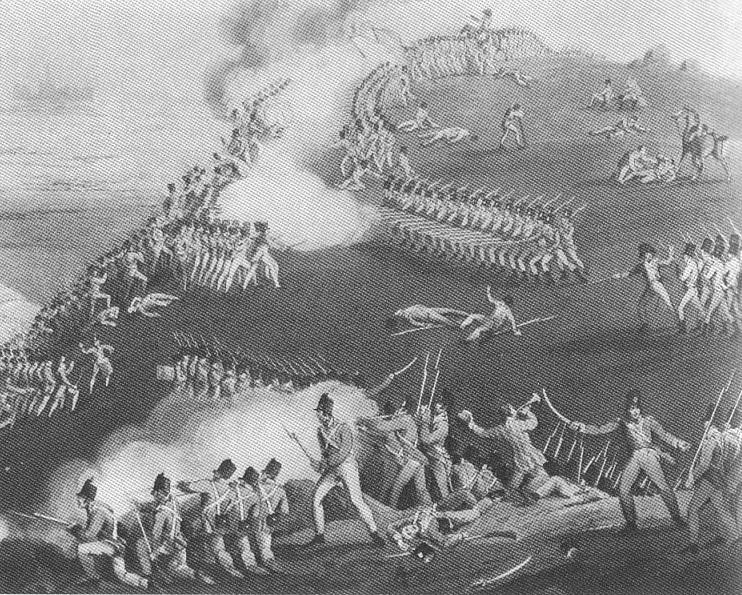
La bataille de Castalla, le 13 avril 1813, à laquelle participe la division Habert.

Peu après leur victoire à Valence, les troupes françaises poussent en direction d'Alicante et Habert prend la ville de Dénia où il trouve 66 canons et 40 000 cartouches. Toutefois, Suchet tombe malade et ne peut échafauder de nouvelles opérations. Affaibli par l'étendue même de ses conquêtes, le maréchal doit basculer sur la défensive pendant l'année 1812. Au début de l'année 1812, Habert obtient un congé en France et transmet le commandement de sa division au général Montmarie. À la mi-automne, Habert est rentré et la 3e division aligne sept bataillons pour un total de 4 975 soldats. Des événements majeurs se déroulent ailleurs en Espagne à cette période, notamment la défaite française à la bataille des Arapiles le 22 juillet et le siège de Burgos entrepris par Wellington. Le roi Joseph a dû abandonner Madrid pour un temps et trouver refuge auprès de Suchet à Valence, mais il parvient finalement, avec l'aide du maréchal Soult, à reprendre le contrôle de la capitale. 
La division Habert est engagée lors de la bataille de Castalla le 13 avril 1813. Au cours de l'affrontement, Suchet ordonne à la division du général Robert d'attaquer le flanc gauche de l'armée anglo-espagnole, aux ordres du général Murray. Simultanément, le maréchal demande à Habert de contenir Murray sur le centre et charge Boussart, le commandant de sa cavalerie, de se contenter d'observer l'aile droite adverse. La division Harispe forme la réserve. L'assaut mené par Robert échoue et Habert reçoit l'ordre de se replier sous la protection d'Harispe. Durant cette bataille, Habert n'a plus sous son commandement que 2 722 hommes en quatre bataillons : le 14e de ligne est à deux bataillons et les 16e et 117e de ligne à un seul bataillon. À l'époque du siège de Tarragone en juin 1813, la division Habert a été renforcée et compte à présent six bataillons pour un total de 4 120 hommes. La bataille de Vitoria le 21 juin, qui s'achève sur une écrasante défaite des troupes françaises commandées par Joseph, contraint Suchet à évacuer Valence et l'Aragon et à se replier en Catalogne.  
Le 13 septembre 1813 a lieu le combat du col d'Ordal, au cours duquel Habert dirige la 3e division (composée des 14e, 16e et 117e de ligne à deux bataillons chacun). Suchet attaque de nuit les positions anglo-espagnoles insuffisamment gardées et inflige une sévère défaite à ses adversaires. À la fin de l'année 1813, Habert prend la tête de la 4e division du corps de Suchet qui aligne quatre bataillons pour un total de 3 975 hommes. Le général est élevé au grade de commandeur de l’ordre de la Réunion par décret impérial du 25 novembre 1813. Napoléon ayant largement puisé dans les effectifs du maréchal pour défendre l'est de la France menacé par les armées coalisées, Suchet voit ses troupes réduites à 17 000 soldats. Forcé d'évacuer une grande partie de la Catalogne, le général en chef laisse Habert à Barcelone en qualité de gouverneur. Ce dernier défend la ville avec intrépidité face à 30 000 soldats anglo-espagnols soutenus par une escadre britannique, ce qui lui vaut d'être surnommé l'« Ajax de l'armée de Catalogne ». Il ne rend la ville que le 28 mai 1814, bien après l'abdication de Napoléon, et seulement avec une « profonde réticence ».

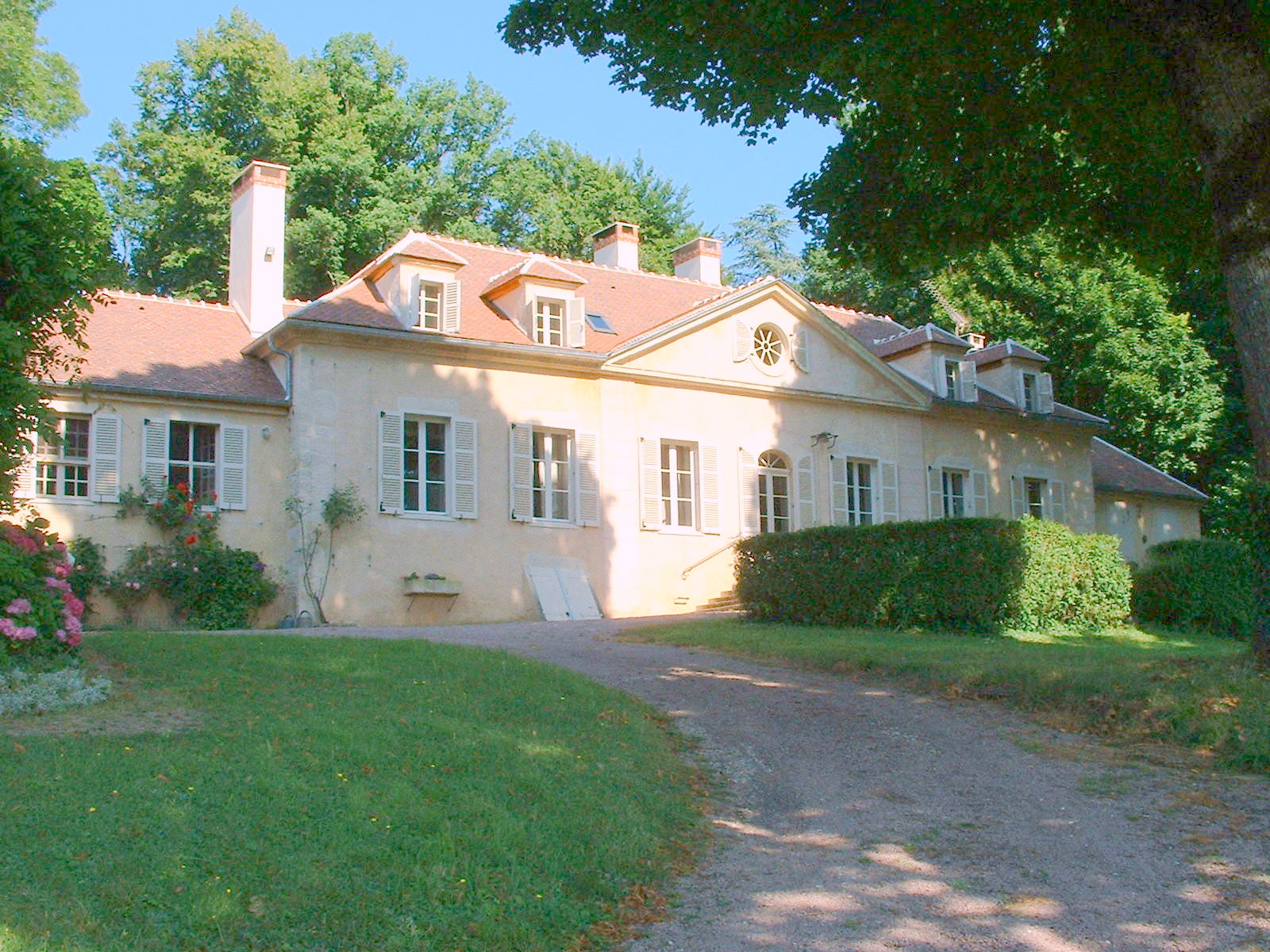
Maison du général Habert à Montréal, dans l'Yonne.

Le général Habert est fait chevalier de l'ordre de Saint-Louis par ordonnance du 13 août 1814. Mis en non-activité le 1er septembre 1814, il est fait grand officier de la Légion d'honneur le 29 juillet de la même année. Il commande le 22 mars 1815 la 2e division, puis la 18e division d’infanterie du 3e corps d’observation à partir du 6 avril. Rallié à Napoléon pendant les Cent-Jours, Habert est ensuite appelé au commandement de la 10e division d’infanterie du 3e corps de l’armée du Nord sous le général Vandamme. Cette division comprend les 22e, 34e, 70e et 88e régiments d'infanterie de ligne. Il se distingue avec ses troupes le 16 juin 1815 au cours de la bataille de Ligny, où il prend à deux reprises le village de Saint-Amand défendu par les Prussiens. 
Lors de la bataille de Wavre le 18 juin, Vandamme, sans attendre les ordres du maréchal Grouchy, ordonne à Habert d'attaquer la ville. Ses troupes chassent rapidement les tirailleurs prussiens du village d'Aisemont, sur la Dyle. Habert lance ensuite une forte colonne d'infanterie à l'assaut du pont, couverte par deux batteries de 12 livres établies de chaque côté de la route. Les Français mènent trois assauts successifs sur la position, mais chaque tentative se solde par un échec et 600 hommes sont mis hors de combat. Habert lui-même est grièvement blessé d’un coup de feu au bas-ventre. Mis en non-activité le 1er août 1815, il est compris comme disponible dans le cadre de l'état-major général de l'armée le 30 décembre 1818 et est admis à la retraite le 1er décembre 1824. Il meurt dans sa maison de Montréal le 19 mai 1825 d'une blessure de guerre mal soignée et est enterré dans le cimetière de Montréal où son tombeau en état d'abandon existe encore de nos jours. Son nom est inscrit sur l'arc de triomphe de l'Étoile, côté Ouest.
Il épouse à Paris, le jeudi 9 mai 1816, Aline Belloc (1793-1872), fille d'Hilaire Belloc épicier, et Jeanne Henriette Belzons. De ce couple naîtront: Henri Hilaire Habert (1817-1829), Baron Habert - Jeanne-Mathilde Habert, épouse Herbelin (1818-1904), artiste peintre, et Marie Habert (ca.1821-ca.1900)

## Armoiries
| Figure | Nom du baron et blasonnement |
| ------ | --- |
|        | Armes du baron Pierre Joseph Habert et de l'Empire, lettres patentes du 18 juillet 1810, grand officier de la Légion d'honneur Coupé au I, d’azur à trois pyramides soutenues d’argent, ouvertes et maçonnées de sable, surmontées de deux étoiles à six rais d’or ; au II, de gueules chargé à dextre d’une tour donjonnée de trois tourelles d’argent, battue en brèche à senestre et senestrée d’un lion d’or, contre-rampant, armé d’une épée haute d’argent, la tour chargée d’un écu : de gueules à cinq pals d’argent à la plante de chanvre brochante du même ; au franc-quartier des barons militaires |